# پییرو سرافا
پییرو سرافا (انگلیسی: Piero Sraffa، از ۵ اوت ۱۸۹۸ تا ۳ سپتامبر ۱۹۸۳) یک اقتصاددان تأثیرگذار ایتالیایی بود که به عنوان استاد علم اقتصاد در دانشگاه کمبریج تدریس می‌کرد. کتاب او در زمینه «تولید کالاها به وسیله کالاها» به عنوان بنیان‌گذار مکتب اقتصاد نئو-ریکاردیو تلقی می‌شود.

## اوایل زندگی
سرافا در تورین، ایتالیا، در آنجلو سرافا (۱۹۳۷–۱۸۶۵) و ایرما سرافا (۱۹۴۹–۱۸۷۳)، از یک زوج ثروتمند یهودیی ایتالیایی متولد شد. پدر وی استاد حقوق تجارت و رئیس دانشگاه بوکونی در میلان بود. علیرغم اینکه به عنوان یک یهودی تربیت شد، بعداً سرافا به یک ندانم گرا تبدیل شد. پییرو جوان به دلیل فعالیت پدرش، در طی تحرک‌های دانشگاهی (دانشگاه پارما، دانشگاه میلان و دانشگاه تورین)، او را دنبال کرد و در آنجا با آنتونیو گرامشی (رهبر حزب کمونیست ایتالیا) ملاقات کرد. آنها به دلیل دیدگاه‌های سیاسی مشترکشان دوست صمیمی شدند. سرافا همچنین با فیلیپو توراتی، مهم‌ترین رهبر حزب سوسیالیست ایتالیا در ارتباط بود، مرتباً در راپالو، ویلایی که خانواده اش برای تعطیلات به آنجا می‌رفتند، ملاقات می‌کرد. در سن ۱۸ سالگی، در بهار ۱۹۱۷ وی به عنوان یک افسر سپاه مهندس نظامی، تحت فرماندهی ارتش اول به عنوان گارد عقب، خدمت نظامی خود را آغاز کرد. بعد از پایان جنگ جهانی اول (نوامبر ۱۹۱۸) تا مارس ۱۹۲۰ وی عضو کمیسیون تحقیق سلطنتی در مورد نقض حق مردم توسط دشمن بود. دوره نظامی مطابق با دوره «دانشگاهی» بود. برخی از حکایات از امتحاناتی که بدون پوشیدن لباس افسر انجام می‌شود، صحبت می‌کنند. وی در نوامبر ۱۹۲۰ با پایان‌نامه تورم در ایتالیا در دوره جنگ بزرگ فارغ‌التحصیل شد. استاد راهنمای او لوئیجی ایناودی، یکی از مهم‌ترین اقتصاددانان ایتالیایی بود که بعداً رئیس‌جمهور ایتالیا شد.
از سال ۱۹۲۱ تا ۱۹۲۲ در مدرسه اقتصاد لندن تحصیل کرد. در این دوره، در کمبریج، او دو بار با جان مینارد کینز ملاقات کرد، که وی را به همکاری دعوت کرد. این درخواست باعث شد تا سرافا دو مقاله در مورد سیستم بانکی ایتالیا در سال ۱۹۲۲ منتشر کند، مقاله اول (بحران بانک در ایتالیا) در مجله اقتصاد (ویرایش شده توسط کینز) و مقاله دوم (وضعیت فعلی بانک‌های ایتالیا) در ضمیمه روزنامه گاردین منچستر (در حال حاضر گاردین). کینز همچنین نسخه ایتالیایی بخشی از اصلاحات پولی را به ایتالیا سپرد. ملاقات با کینز بدون شک یک نقطه عطف اساسی در زندگی‌نامه سرافا بود.
در سال ۱۹۲۲ سرافا به عنوان مدیر بخش کار استان در میلان منصوب شد، و در آنجا به محافل سوسیالیستی رفت و آمد داشت. در این دوره او با کارلو روسللی و رافائل ماتیولی، که هر دو دستیار لوئیجی ایناوودی در آن زمان بودند، دوست شد.
حمله به سمت رم، و متعاقباً به دست گرفتن قدرت توسط بنیتو موسولینی، واقعه ای بود که قرار بود آینده او را تحت تأثیر قرار دهد. پدرش آنجلو هدف حمله ای از سوی یک گروه فاشیست قرار گرفت و دو تلگراف بسیار تهدیدآمیز توسط خود موسولینی دریافت کرد که به استغفار عمومی توسط پییرو از محتوای مقاله دوم منتشر شده در منچستر گاردین نیاز داشت. پییرو استغفار ننوشت. در ماه مه ۱۹۲۴ دوست او آنتونیو گرامشی، که خود را در ابتدا در مسکو و سپس در وین به دلیل روی کار آمدن فاشیسم گیر انداخت، با انتخاب به پارلمان به رم بازگشت. از این پس روابط این دو روشنفکر تشدید شد. در ۲۶ نوامبر ۱۹۲۶ پارلمان ایتالیا قانون «دفاع از دولت» را تصویب کرد و بدین ترتیب دولت توتالیتر به وجود آمد. در ۸ نوامبر ۱۹۲۶ آنتونیو گرامشی دستگیر شد. در حین حبس گرامشی، سرافا کتاب‌ها و مطالبی را به معنای واقعی کلمه خودکار و کاغذ تهیه کرد که گرامشی با آن خاطرات زندان خود را می‌نوشت.

### قوانین بهره‌وری در شرایط رقابتی
در سال ۱۹۲۵، سرافا در مورد بازده نسبت به مقیاس و بازار رقابت کامل نوشت. در مقاله ۱۹۲۶، قوانین بازده تحت شرایط رقابتی، در مجله اقتصاد منتشر شده، سرافا کار خود را از سال ۱۹۲۵ از سر گرفته و توسعه می‌دهد تا ناهماهنگی نظریه تعادل جزئی مارشالی، مطابق با آن، در رقابت برای هر کالا را نشان دهد:
1. قیمت تعادل از تقاطع منحنی تقاضا و عرضه تعیین می‌شود. منحنی عرضه متقارن با تقاضا است.
2. با افزایش مقدار تولید شده توسط بنگاه، در ابتدا بازدهی فزاینده ای وجود دارد و فراتر از یک نقطه خاص، بازدهی آن کاهش می‌یابد.[۲]

سرافا خاطرنشان می‌کند که قانون بازده کاهنده و بازده فزاینده منشأ و حوزه‌های مختلف کاربردی دارند (بنابراین نمی‌تواند شکل منحنی عرضه یکسان را توضیح دهد): قانون بازده نزولی در ابتدا در کل اقتصاد اعمال شد و ناشی از کمبود زمین کشاورزی به عنوان وسیله تولید (تئوری رانت دیوید ریکاردو)؛ در حالی که قانون بازده فزاینده در بنگاه‌های فردی اعمال می‌شود و از مزایای تقسیم کار ناشی می‌شود. مورد اول اجازه مطالعه قوانین توزیع و مورد دوم قوانین تولید را دارد.
سرافا می‌نویسد: «هیچ‌کس فکر نکرده است که این دو گرایش را در یک قانون واحد برای بهره‌وری غیر متناسب متحد کند و این را به عنوان یکی از مبانی نظریه قیمت در نظر بگیرد». سرافا مشاهده می‌کند که ایده درنظر گرفتن قانون بازده‌های غیر متناسب به عنوان مبنایی برای نظریه قیمت، برای مقایسه، فقط پس از آنکه توجه به مطالعه کاهش سودمندی به رابطه بین قیمت و مقدار مصرف جلب شده جلب شد، مطرح شد. در حقیقت، "اگر هزینه تولید هر واحد از کالای مورد بررسی با تغییر در مقدار تولید شده تغییر نکند، تقارن شکسته شده، قیمت منحصراً با هزینه‌های تولید تعیین می‌شود و تقاضا نمی‌تواند هیچ گونه تاثیری روی آن بگذارد ".
مشکلات سیستم که به‌طور خلاصه می‌تواند به عنوان تلاقی منحنی عرضه و تقاضا تعریف شود، در وهله اول به ناهمگنی مفروضاتی بستگی دارد که این دو گرایش متفاوت بر اساس آنها بنا شده است. بازده نزولی و افزایش هزینه‌ها به دلیل محدودیت در دسترس بودن برخی از ورودی‌ها است که از تغییر نسبت مطلوب ورودی‌ها جلوگیری می‌کند. به عبارت دیگر، اگر یک ورودی از نظر کمی محدود باشد، افزایش در سطح تولید باعث کاهش نسبت کارایی در بین نهاده‌ها همراه با افت بهره‌وری می‌شود. در مقابل، تمایل به کاهش هزینه‌ها از تغییر در مقدار همه ورودی‌ها ناشی می‌شود، و بنابراین آنها فقط در صورت عدم وجود عوامل ثابت ممکن است رخ دهند.
دومین مشکل از این واقعیت ناشی می‌شود که، همان‌طور که سرافا متذکر شد، در نظریه نئوکلاسیک قیمت‌ها، تعادل شرکت منفرد براساس تغییرات هزینه ناشی از افزایش اندک در تولید آن (نظریه حاشیه نشین) و بدون تغییر وضعیت تعیین می‌شود. سایر شرکت‌های همان صنعت و کل اقتصاد، پیروی از فرضیه سایر شرایط یکیان است، یعنی سایر شرایط برابر هستند.
سرافا تأکید می‌کند که احتمال اعمال فرضیه افزایش هزینه‌ها برای منحنی عرضه به موارد نادری محدود می‌شود که بخش قابل توجهی از تولید یک نهاده برای تولید فقط یک کالا به کار گرفته شود. با این حال، به‌طور کلی هر ورودی در تعداد مشخصی از صنایع که کالاهای مختلفی تولید می‌کنند، به کار گرفته می‌شود.
در مورد بازده فزاینده و کاهش هزینه‌ها، خود مارشال متذکر می‌شود که به سختی می‌توان اقتصاد خارجی را به یک صنعت خاص نسبت داد، اما مورد توجه گروه‌های زیادی در صنایع وابسته است که اغلب از ابعادی بزرگ برخوردار هستند. در نتیجه، فرضیه بازده فزاینده فقط در یک شرکت امکان‌پذیر نیست.
اگر در سیستم تعادل نسبی قیمت‌های رقابتی، در نظر گرفتن کاهش یا افزایش هزینه‌ها بدون مغایرت با ماهیت سیستم امکان‌پذیر نباشد، از این منظر نتیجه می‌گیرد که هزینه‌های تولید کالاهای تولید شده در رقابت باید ثابت باشد با توجه به تغییرات اندک در مقدار تولید شده " و در نهایت اینکه منحنی عرضه بلند مدت یک صنعت افقی است. در نتیجه، قیمت و مقدار کالا از تقاطع همزمان منحنی‌های عرضه و تقاضا ناشی نمی‌شود: قیمت توسط هزینه‌های تولید تعیین می‌شود، در حالی که مقدار تولید شده توسط تقاضا تعیین می‌شود. تقارن نئوکلاسیک بین تقاضا و عرضه شکسته شده است. نظریه قدیمی که به نظر می‌رسد در رقابت "ارزش کالاها را فقط به هزینه تولید وابسته می‌کند" بهترین شرایط موجود را حفظ می‌کند "(1926b: 540-1).
سرانجام، سرافا اظهار داشت که "تجربه روزمره نشان می‌دهد که بیشتر آن‌ها کالاهای مصرفی تولید شده را در شرایط کاهش هزینه‌های فردی کار می‌کنند. اگر محدودیت گسترش بنگاه از افزایش هزینه‌ها ناشی نشود، ممکن است به دلیل مشکل در گسترش سهم بازار بدون تغییر هیچ‌یک از این سه جنبه باشد: بهبود کیفیت تولید، کاهش قیمت آن یا افزایش بازاریابی. این ملاحظات، در دهه ۱۹۳۰، با تئوری رقابت ناقص توسعه یافت.

### سال‌های کمبریج
در سال ۱۹۲۷، نظریه ارزش اسرافا هنوز بحث نشده بود، همچنین دوستی او با آنتونیو گرامشی - کاری خطرناک و سازشکارانه در متن رژیم فاشیست ایتالیا (پادشاهی ایتالیا)، با توجه به اینکه گرامشی قبلاً زندانی شده بود به حساب می‌آمد (اسرافا مواد، به معنای واقعی کلمات و قلم‌ها را با گرامشی دفترچه زندان خود را می‌نویسد) - جان مینارد کینز را برای دعوت محتاطانه سرافا به دانشگاه کمبریج به ارمغان آورد، جایی که در ابتدا اقتصاددان ایتالیایی سخنرانی می‌کردند.
سرافا در ژوئیه سال ۱۹۲۷ رسید و برای همیشه در آنجا ماند. در پناهگاه شهر انگلیس، او دوره‌هایی را در مورد تئوری ارزش پیشرفته در سه سال اول خود برگزار کرد. سپس، دوباره با کمک کینز، مقام کتابداری را در اختیار داشت و می‌توانست خود را وقف مطالعه کند، روابط را با مجموعه ای از روشنفکران درهم تنید که قرار است آثار برجسته و ماندگاری از خود برجای بگذارد.
همراه با فرانک پی. رمزی و لودویگ ویتگنشتاین، سرافا به گروه به اصطلاح کافه تریا پیوست، یک باشگاه غیررسمی که در مورد نظریه احتمال کینز و تئوری چرخه‌های تجاری فریدریش هایک بحث می‌کرد (نگاه کنید به بحث سرافا-هایک).
اقتصاددانانی که حداقل باید آنها را بخاطر داشت میخائو کالکی (۱۸۹۹–۱۹۷۰)، موریس داب (۱۹۰۰–۱۹۷۶)، جوآن رابینسون (۱۹۰۳–۱۹۸۳) و نیکلاس کالدور (۱۹۰۸–۱۹۸۶) هستند. در میان فیلسوفان، فرانک پلامپتون رمزی (۱۹۰۳–۱۹۳۰) در تهیه توضیحات اولیه معادلات، که در سال ۱۹۲۸ قابل دسترسی است، کتاب تولید کالا به وسیله کالاها، که در سال ۱۹۶۰ منتشر شد، مفید بود.
در اوایل دهه سی اختلافاتی بین سرافا و فریدریچ ون هایک وجود داشت، که انتقادی از نتیجه‌گیری‌های کینز را در رساله پول (۱۹۳۰) منتشر کرد. پس از اولین پاسخ، کینز از سرافا در مورد نوشتن پاسخ دقیق تر به پایان‌نامه‌های هایک پرسید. اسرافا منطق ناسازگاری نظریه هایک را در مورد پس‌انداز سرمایه اجباری ناشی از تورم و بیش از هر چیز در تعریف نرخ بهره طبیعی به‌طور کامل تجزیه و تحلیل کرد. بحث با پاسخ هایک و پاسخ دوباره توسط سرافا ادامه یافت.
در سال ۱۹۳۹، سرافا برای عضویت در کالج ترینیتی (کمبریج)  انتخاب شد. لوئیجی پاسینتی پنج مرحله از کار خود را در کمبریج مشخص می‌کند.
1. ۱۹۲۸–۱۹۳۱: تحقیق در مورد تاریخ نظریه‌های اقتصادی، با هدف بازیابی اقتصاد «معقول» کلاسیک‌ها. سرافا قصد دارد از شناخته‌ها به ناشناخته‌ها، از مارشال تا مارکس و «از تقطیر تا هزینه مواد» برود.
2. ۱۹۳۱–۱۹۴۰: چاپ آثار ریکاردو؛ تقریباً برای چاپ آماده است، آنها منتشر نمی‌شوند، هم به این دلیل که «مقدمه» (که بعداً توسط اسرافا نوشته شد) و هم به دلیل کشف اسناد جدید، از جمله کلیه نامه‌های ریکاردو به جیمز میل.
3. ۱۹۴۱–۱۹۴۵: انتقاد از اقتصاد نئوکلاسیک، به ویژه از تئوری تولید و توزیع نظریه ارزش (قیمت‌ها)، از تئوری سودمندی حاشیه ای و از تئوری علاقه به عنوان پاداش برای پرهیز؛ معادلات خود را با مازاد پردازش می‌کند.
4. ۱۹۵۶–۱۹۴۶: انتشار ده جلد اول آثار ریکاردو (یازدهم، حاوی فهرست عمومی، در سال ۱۹۷۳ منتشر می‌شود). جان ایتول دربارهٔ کارهای سرافا دربارهٔ دیوید ریکاردو نوشت: [سرافا] بازسازی نظریه مازاد دیوید ریکاردو، ارائه شده در چند صفحه از مقدمه چاپ وی از اصول ریکاردو، در صد سال سوءتفاهم و تحریف نفوذ کرد تا منطقی واضح برای ساختار و محتوای نظریه مازاد، برای تحلیلی ایجاد کند. نقش نظریه کار در ارزش، و از این رو برای مبانی تحلیل انتقادی مارکس از تولید سرمایه‌داری.[۱۳]
5. ۱۹۵۵–۱۹۶۰: آماده‌سازی تولید کالاها با وسیله کالا فقط به عنوان «پیش فرض نقد اقتصاد سیاسی». با این وجود پروژه اصلی بسیار گسترده اثبات شد: از قسمت تاریخی، فقط پیوست چند صفحه با عنوان «یادداشت دربارهٔ منابع» باقی مانده است. در مقدمه، سرافا ابراز امیدواری می‌کند که انتقاد واقعی «بعداً یا توسط نویسنده یا کسی جوان تر و مجهزتر برای شرکت» انجام شود.

### تولید کالاها به وسیله کالاها
انتقاد از نظریه قیمت نئو کلاسیک مبتنی بر روابط بین هزینه و مقدار تولید شده، سرافا را به کنار گذاشتن تحلیل تعادل جزئی سوق می‌دهد. از اواخر دهه ۱۹۲۰، او شروع به کار بر روی یک تئوری قیمت می‌کند که مفاهیم کلاسیک تکرارپذیری، مازاد، دایره تولید و آزادی ورود را به خود اختصاص می‌دهد. سرافا در کتاب خود با عنوان " تولید کالاها به وسیله کالا " که فقط در سال ۱۹۶۰ منتشر شد، بر تحلیل قیمت‌های نسبی و توزیع درآمد با فرض "عدم تغییر در تولید و … بدون تغییر در نسبت‌های مختلف تولید" استفاده می‌شود …، به طوری که هیچ سؤالی در مورد تغییر یا ثابت بودن بازده به وجود نمی‌آید ". همانند کلاسیک‌ها، در کتاب سرافا در سال ۱۹۶۰، قیمت‌های نسبی با توجه به شرایط تولید تعیین می‌شوند و نه بر اساس ارتباط عملکردی بین بازده و مقدار تولید شده.
تولید کالاهای سرافا به وسیله کالاها برای تکمیل نظریه ارزش اقتصاد کلاسیک ارائه شده است که در ابتدا توسط ریکاردو و دیگران توسعه یافته بود. او قصد داشت نقایص موجود در نظریه اصلی جریان اقتصاد نئوکلاسیک را نشان دهد و یک تحلیل جایگزین ارائه دهد.
در این کار مهم، سرافا یک مدل تولید خطی را تجزیه و تحلیل می‌کند که در آن می‌توان ساختار قیمت نسبی و یکی از دو متغیر توضیحی (نرخ سود یا دستمزد)، با توجه به سایرین و فناوری، را تعیین کرد. ارزش سرمایه به کار رفته را می‌توان همراه با قیمت کالاهایی که از آن ساخته شده است، دانست. در واقع، سرافا نشان می‌دهد که:
1. قانونی را نمی‌توان تعیین کرد که همزمان دستمزد و میزان سود را تعیین کند زیرا الف:) نرخ سود فقط با تعیین دستمزد قابل تعیین است (یا بالعکس). ب) اندازه‌گیری سرمایه بدون تعیین قیمت (از جمله سود) غیرممکن است، بنابراین محاسبه سود بر اساس ارزش سرمایه (به عنوان پاداش آن) امکان‌پذیر نیست.
2. نمی‌توان تصور کرد که با افزایش دستمزد، نیروی کار جایگزین سرمایه می‌شود، زیرا ارزش سرمایه به مدت زمان سرمایه‌گذاری اولیه بستگی دارد. با در نظر گرفتن سرمایه‌های با مدت زمان متفاوت، ممکن است اتفاق بیفتد که ما ترجیح دهیم سرمایه را با نیروی کار جایگزین کنیم حتی اگر دستمزد افزایش یابد (اصطلاحاً "بازگشت تکنیک ها"). در نتیجه نمی‌توان بیکاری را به افزایش حقوق نسبت داد.

روش سرافا در تجمیع سرمایه به عنوان «ورودی‌های کار تاریخ» منجر به بحثی شد که به عنوان جنجال پایتخت کمبریج شناخته شد.
برخی از پیروان دستگاه تحلیلی سرافا برای حل مسئله مارکسی تبدیل ارزش‌ها به قیمت‌های تولید و انتقاد از نظریه ارزش مارکسی استفاده کردند. علاوه بر این، همان‌طور که توسط پاسینتی برجسته شد، تجزیه و تحلیل سرافا بر محدودیت‌های سیستم ورودی-خروجی واسیلی لئونتیف، به ویژه با توجه به اثرات تغییر فنی غلبه می‌کند. رویکرد پاسینتی، مبتنی بر نظریه سرافا، اخیراً توسط کورز و سالوادوری ایجاد شده است.
اقتصاددانان در اینکه آیا کار سرافا اقتصاد نئوکلاسیک را رد می‌کند، اختلاف نظر دارند. بسیاری از اقتصاددانان پسا کینزی از انتقاد سرافا به عنوان توجیهی برای کنار گذاشتن تحلیل نئوکلاسیک و کاوش در مدل‌های دیگر رفتار اقتصادی استفاده می‌کنند. دیگران کار او را با اقتصاد نئوکلاسیک که در مدل‌های نظریه تعادل عمومی مدرن توسعه یافته سازگار می‌دانند یا نمی‌توانند موقعیتی طولانی مدت را تعیین کنند، دقیقاً مانند رویکرد لئون والراس. دیگران هنوز هم استدلال می‌کنند که اهمیت اقتصاد سرافا این است که این یک چارچوب جدید برای چگونگی درک ما از اقتصاد سرمایه‌داری فراهم می‌کند که در پیش فرض‌های غیرواقعی اقتصاد نئوکلاسیک قرار نمی‌گیرد.
با این وجود، کارهای سرافا، به ویژه تفسیر وی از ریکاردو و تولید کالاهای او به وسیله وسایل (۱۹۶۰)، به عنوان نقطه شروع مکتب نو ریکاردی در دهه ۱۹۶۰ دیده می‌شود.

## ارتباطات شخصی
سرافا در تأمین خاطرات زندان گرامشی از مقامات فاشیست پس از مرگ رئیس‌جمهور در سال ۱۹۳۷ نقش مهمی داشت. در سال ۱۹۲۴، گرامشی نامه ای از سرافا «مشکلات امروز و فردا» منتشر کرد، گرامشی ۱۹۲۴ نامه ای از سرافا را منتشر کرد (بدون امضا، امضا شده). در این نامه، سرافا بر عملکرد مخالفت بورژوازی در مبارزه با فاشیسم و اهمیت نهادهای دموکراتیک برای توسعه اجتماعی و سیاسی پرولتاریا تأکید می‌کند. سرافا که حزب کمونیست ایتالیا را ضعیف می‌دید، توصیه کرد با بورژوازی مخالف فاشیسم همکاری کند. گرامشی در پاسخ خود این پیشنهاد را رد کرد، اما چندین سال بعد از توصیه‌های اسرافا پیروی کرد.
نورمن مالکوم اعتبار سرافا را با ارائه لودویگ ویتگنشتاین با ایده ای بی ادبانه از جانب سرافا، تأسیس تحقیقات فلسفی، تأسیس کرد: 
ویتگنشتاین اصرار داشت که یک گزاره و آنچه توصیف می‌کند باید همان "شکل منطقی"، همان "تعدد منطقی" داشته باشد. سرافا حرکتی را انجام داد، که برای ناپولیتانی‌ها به معنای چیزی مانند انزجار یا تحقیر بود، و زیر چانه اش را با جارو کردن نوک انگشتان یک دست مسواک زد؛ و او پرسید: "شکل منطقی آن چیست؟"
در مقدمه تحقیقات فلسفی، ویتگنشتاین از بحث‌های چندین ساله با سرافا صحبت می‌کند و می‌گوید: "من برای نتیجه‌گیری‌ترین ایده‌های این کتاب مدیون این محرک هستم". با این حال، سرافا مکالمات هفتگی خود را با ویتگنشتاین در سال ۱۹۴۶ با وجود اعتراض‌های وی قطع کرد؛ و وقتی که یک فیلسوف گفت: او دربارهٔ هر چیزی که سرافا می‌خواست صحبت می‌کرد، " 'بله'، سرافا پاسخ داد:" اما به روش تو. "
سرافا و ویتگنشتاین بر یکدیگر تأثیر عمیقی گذاشتند. در حالی که ویتگنشتاین چرخش معروف خود را از رساله منطقی- فلسفی به تحقیقات فلسفی تغییر داد ، در آنجا او ایده قبلی را که جهان شامل مجموعه ای اتمیستی از واقعیت‌ها، گزاره ای است برای این مفهوم که معنا از استفاده از آن در درون یک سیستم خود بسته می‌شود، جنجالی کرد. به همین ترتیب، سرافا الگوی نئوکلاسیک را که به‌طور مشابه اتمی و فردگرا بود، رد می‌کرد. در حالی که در مورد چگونگی تفسیر سرافا اختلافاتی وجود دارد اما هیچ‌کدام در مورد تأثیر سرافا بحث نمی‌کنند.
پس از انتشار تولید کالا توسط کالاها، اندیشه سرافا موضوع بحث بزرگی شد. سرافا را مردی خجالتی و بسیار منزوی توصیف می‌کردند که به مطالعه و کتاب علاقه داشت. کتابخانه وی بیش از ۸۰۰۰ جلد کتاب داشت که بسیاری از آن‌ها اکنون در کتابخانه کالج ترینیتی موجود است. یک حکایت مشهور تعریف می‌کند که سرافا سرمایه‌گذاری طولانی مدت موفق در اوراق قرضه دولت ژاپن انجام داده است که فردای بمب‌گذاری هسته ای در هیروشیما و ناگاساکی (بندر) خریداری کرده است. روایتی دیگر این است که سرافا اوراق قرضه را در زمان جنگ خریداری می‌کرد، زمانی که آنها با قیمت‌های ناگواری معامله می‌کردند زیرا متقاعد شده بود که ژاپن به تعهدات خود عمل می‌کند (نیکلاس کالدور، صص. ۶۶–۶۷).
در سال ۱۹۶۱، قبل از ایجاد جایزه سوریجز ریکسبنک در علوم اقتصادی به یاد آلفرد نوبل، توسط فرهنگستان پادشاهی علوم سوئد به او مدال طلا اهدا شد. در سال ۱۹۷۲، دکترای افتخاری توسط سوربن (دانشگاه پاریس) به وی اعطا شد و در سال ۱۹۷۶ یکی دیگر، از دانشگاه کمپلوتنسه مادرید دریافت کرد.